# Hiromi Taniguchi
Pour les articles homonymes, voir Taniguchi.
Hiromi Taniguchi (谷口 浩美, Taniguchi Hiromi, né le 5 avril 1960 à Nangō) est un athlète japonais, spécialiste des courses sur route et du marathon.

## Biographie
Il a remporté la médaille d'or du marathon aux Championnats du monde de Tokyo en 1991, devenant le seul Japonais à avoir remporté une telle médaille lors de Championnats du monde. Sa victoire, dans des conditions climatiques difficiles explique le temps modeste de 2 h 14 min 57 s. Il a également remporté le marathon de Londres en 1987.
Sa meilleure performance est de 2 h 7 min 40, réalisée à Pékin, le 16 octobre 1988.

### Palmarès
| Date | Compétition           | Lieu      | Résultat | Performance     |
| ---- | --------------------- | --------- | -------- | --------------- |
| 1986 | Jeux asiatiques       | Séoul     | 2e       | 2 h 10 min 08 s |
| 1991 | Championnats du monde | Tōkyō     | 1er      | 2 h 14 min 57 s |
| 1992 | Jeux olympiques       | Barcelone | 8e       | 2 h 14 min 42 s |